# Фейсизм
Фейсизм (или "феномен доминирования лица")— это преимущественное выделение лица в изображении мужчин и больший акцент на тело в изображении женщин в средствах массовой информации.

## Происхождение термина
Термин «фейсизм» был впервые употреблен Дейном Арчером, а также учеными Иритани, Каймсом и Барриосом в 1983 году в работе «Face-ism: Five studies of sex differences in facial prominence». Всего было проведено 5 исследований относительно «доминирования лица» в изображениях мужчин и женщин. В трех исследованиях феномен преобладания фейсизма среди мужчин, по сравнению с женщинами, рассматривался в трёх контекстах: в американских периодических изданиях, в публикациях (фотографиях и изображениях) 11 различных стран, а также в произведениях искусства (рассматривались портреты и автопортреты) за последние более 600 лет. В ходе четвёртого исследования были получены данные, свидетельствующие о том, что эта разница также прослеживается в любительских рисунках мужчин и женщин. Заключительное исследование экспериментально доказало преобладание лица на фотографиях и выявило зависимость между фейсизмом и оценкой характеристик изображенного на фото человека.  Арчер и соавторы обнаружили, что когда степень выделения лица экспериментально варьировалась, участники эксперимента оценивали тех индивидуумов, чьи лица на фотографиях выделялись сильнее, как более интеллигентных, энергичных и лучше выглядящих (термин, который,  как авторы позже признали, создавал неопределенность в том смысле, что они имели в виду физическую привлекательность, а люди, например, могли счесть это обозначением опрятности.) 
Арчер и соавторы полагают, что фейсизм в изображениях мужчин и женщин передает сообщение о важности различных частей тела каждого пола. Поскольку голова является центром психической жизни (характер человека, интеллект, индивидуальность и личность ассоциируются с мозгом), в экспериментах участники отмечали субъектов, чье лицо было крупнее изображено на фотографиях как более интеллигентных и энергичных. Отсюда следует, что мужчины и женщины рассматриваются и изображаются весьма различными способами: мужчин рассматривают в связи с их яркими достижениями, а женщин чаще ценят в основном за физическую привлекательность их тела.  Арчер и другие ученые (Zuckerman, 1986) сделали вывод, что фейсизм является формой дискриминации женщин. 

## Последствия
Согласно исследованию Арчера, независимо от гендерных различий, фотографии в новостях с высокой степенью фейсизма имеют тенденцию вызывать более положительные оценки наблюдателей относительно изображений в отношении интеллекта, амбиций и внешнего вида, чем фотографии с низкой степенью фейсизма. Аналогично, в исследовании Мирона Цукермана говорится о том, что ряд психологических аспектов, включая интеллект, личность и характер, непосредственно связаны с лицом и головой; более распространенный фейсизм у мужчин может создавать образ большей образованности, доминантности и контроля. Напротив, превалирование тела над лицом в изображении женщин в рекламе(проанализированный в телевизионной рекламе пива) укрепляет стереотипные представления о женщинах как трофеях или сексуальных объектах без личности.  Таким образом, гендерные различия в фейсизме имеют серьезные последствия, поскольку способны закрепить стереотипы и повлиять на личное восприятие людей, изображенных на фотографиях. Фейсизм может не только ограничиваться гендерными различиями, но и распространяться на расовые различия. Согласно убеждению, что уменьшенное изображение лица принижает человека, Цукерман и Кифер (Zuckerman & Kieffer, 1994) продемонстрировали, что в журналах и искусстве существует также и фейсизм, превозносящий белых над черными (если художники белые), и чем выше статус человека на фотографии, тем пропорционально больше изображение его лица.  Это подтверждает негативное влияние фейсизма на восприятие наблюдателя, поскольку в данном контексте усиливается расовая дискриминация, а также дискриминация по принципу социальной иерархии.
Понимание того, как различается степень фейсизма в изображениях в журналах, важно, поскольку оно показывает, как разные люди изображаются в СМИ. Это явление также объясняет возможную реакцию общественности на представленную в СМИ информацию. 

## Критика
Мэтьюз исследовал опубликованные в 2004 году в нескольких популярных журналах фотографии и обнаружил, что в целом, степень фейсизма среди мужчин и женщин не различается. Мэтьюз отмечает, однако, что эти выводы не следует интерпретировать как предположение, что сексизм больше не формирует представление общественности о мужчинах и женщинах в СМИ; скорее, фейсизм, как его проявление, менее очевиден, чем во второй половине прошлого века. Результаты данного исследования указывают если не на полное исчезновение фейсизма из современных СМИ, то, по крайней мере, на меньшую заметность явления. Мэтьюз также заметил, что контекст, в котором используются фотографии, влияет на степень фейсизма.
Согласно проведенному в 2016 году Нейтаном Чиком исследованию современных американских журналов Newsweek, Time, The Advocate и Out, среди них были выявлены различия в фейсизме. Эти результаты свидетельствуют о том, что хотя проблема фейсизма существует, она может быть ограничена определенными журналами.  Можно предположить, что фейсизм может быть обусловлен субъектным фактором работников того или иного издания.
Необходимо более целостное понимание фейсизма в СМИ, поскольку исследования показали, что людям свойственно усваивать ценности, которым они оказываются подвержены в повседневной жизни.

## Фейсизм в массовой культуре
Несмотря на то, что большинство ученых рассматривали явление фейсизма в основном в традиционных средствах массовой информации, существует научное подтверждение тому, что данный феномен присутствует и в интернете. В 2013 году Майкл Прилер и Флориан Колбахер провели анализ выборки из 6286 фотографий, размещенных на сайтах знакомств 7 стран (Австрии, Дании, Венгрии, Японии, Нидерландов, Швеции и США). Отобранные для исследования фото были загружены на сайты пользователями лично. Хотя по результатам исследования общий тренд фейсизма сформулировать не удалось, анализ показал гендерные различия в степени фейсизма для определенных возрастных групп. Так, в группе от 25 лет до 41 года различий выявлено не было, в то время как у женщин от 18 до 24 лет степень фейсизма оказалась выше, чем у мужчин, а среди мужчин старше 41 года фейсизм был более ярко выражен, чем у женщин. Из этого следует, что более пожилые люди подсознательно следуют более традиционным гендерным изображениям в соответствии с феноменом фейсизма, в то время как среди молодых людей женщины, напротив, степень фейсизма выше, чем среди мужчин. 

## Влияние
Ученые отметили, что фейсизм в СМИ - как в традиционных медиа, так и в интернете -  воздействует на подсознание общественности, вызывая более стереотипное мышление и более предвзятое восприятие информации.  В зависимости от степени фейсизма на конкретной фотографии, характер, личные качества, уровень интеллекта изображенного на ней человека могут восприниматься и интерпретироваться по-разному.  